# Eleições autárquicas portuguesas de 1989 no distrito de Lisboa
| Eleições autárquicas portuguesas de 1989 Distritos: Aveiro \| Beja \| Braga \| Bragança \| Castelo Branco \| Coimbra \| Évora \| Faro \| Guarda \| Leiria \| Lisboa \| Portalegre \| Porto \| Santarém \| Setúbal \| Viana do Castelo \| Vila Real \| Viseu \| Açores \| Madeira |

## Resultados por concelho
Os resultados nos concelhos do distrito de Lisboa foram os seguintes:

### Alenquer
| Partido                 | Partido                        | Votos  | %               | +/-  | Vereadores | +/-     |
| ----------------------- | ------------------------------ | ------ | --------------- | ---- | ---------- | ------- |
|                         | Partido Socialista             | 9 126  | 50,87 / 100,00  | 1,51 | 4 / 7      | Estável |
|                         | Partido Social Democrata       | 3 787  | 21,11 / 100,00  | 4,57 | 2 / 7      | 1       |
|                         | Coligação Democrática Unitária | 3 642  | 20,30 / 100,00  | 3,91 | 1 / 7      | 1       |
|                         | Centro Democrático Social      | 451    | 2,51 / 100,00   | 0,20 | 0 / 7      | Estável |
|                         | PCTP/MRPP                      | 350    | 1,95 / 100,00   | 0,64 | 0 / 7      | Estável |
| Votos Inválidos         | Votos Inválidos                | 583    | 3,25 / 100,00   | 0,40 |            |         |
| Total                   | Total                          | 17 939 | 100,00 / 100,00 |      | 7 / 7      |         |
| Eleitorado/Participação | Eleitorado/Participação        | 28 338 | 63,30 / 100,00  | 4,14 |            |         |

### Amadora
| Partido                 | Partido                           | Votos   | %               | +/-   | Vereadores | +/-     |
| ----------------------- | --------------------------------- | ------- | --------------- | ----- | ---------- | ------- |
|                         | Coligação Democrática Unitária    | 28 811  | 38,53 / 100,00  | 9,12  | 5 / 11     | 1       |
|                         | Partido Socialista                | 20 278  | 27,12 / 100,00  | 10,03 | 3 / 11     | 1       |
|                         | Partido Social Democrata          | 19 384  | 25,92 / 100,00  | -     | 3 / 11     | -       |
|                         | Centro Democrático Social         | 2 611   | 3,49 / 100,00   | 7,13  | 0 / 11     | 1       |
|                         | PCTP/MRPP                         | 849     | 1,14 / 100,00   | 0,57  | 0 / 11     | Estável |
|                         | Frente da Esquerda Revolucionária | 410     | 0,55 / 100,00   | Novo  | 0 / 11     | Novo    |
| Votos Inválidos         | Votos Inválidos                   | 2 432   | 3,25 / 100,00   | 0,75  |            |         |
| Total                   | Total                             | 74 775  | 100,00 / 100,00 |       | 11 / 11    |         |
| Eleitorado/Participação | Eleitorado/Participação           | 142 016 | 52,65 / 100,00  | 8,75  |            |         |

### Arruda dos Vinhos
| Partido                 | Partido                        | Votos | %               | +/-   | Vereadores | +/-     |
| ----------------------- | ------------------------------ | ----- | --------------- | ----- | ---------- | ------- |
|                         | Partido Socialista             | 2 102 | 46,89 / 100,00  | 2,29  | 3 / 5      | Estável |
|                         | Partido Social Democrata       | 1 564 | 34,89 / 100,00  | 13,61 | 2 / 5      | 1       |
|                         | Coligação Democrática Unitária | 639   | 14,25 / 100,00  | 4,57  | 0 / 5      | 1       |
| Votos Inválidos         | Votos Inválidos                | 178   | 3,97 / 100,00   | 3,11  |            |         |
| Total                   | Total                          | 4 483 | 100,00 / 100,00 |       | 5 / 5      |         |
| Eleitorado/Participação | Eleitorado/Participação        | 7 437 | 60,28 / 100,00  | 0,01  |            |         |

### Azambuja
| Partido                 | Partido                        | Votos  | %               | +/-   | Vereadores | +/-     |
| ----------------------- | ------------------------------ | ------ | --------------- | ----- | ---------- | ------- |
|                         | Partido Socialista             | 4 297  | 40,86 / 100,00  | 7,55  | 3 / 7      | 1       |
|                         | Coligação Democrática Unitária | 2 828  | 26,89 / 100,00  | 13,50 | 2 / 7      | 1       |
|                         | Partido Social Democrata       | 2 689  | 25,57 / 100,00  | -     | 2 / 7      | -       |
|                         | PCTP/MRPP                      | 274    | 2,61 / 100,00   | 1,37  | 0 / 7      | Estável |
| Votos Inválidos         | Votos Inválidos                | 428    | 4,07 / 100,00   | 0,90  |            |         |
| Total                   | Total                          | 10 516 | 100,00 / 100,00 |       | 7 / 7      |         |
| Eleitorado/Participação | Eleitorado/Participação        | 16 472 | 63,84 / 100,00  | 0,23  |            |         |

### Cadaval
| Partido                 | Partido                        | Votos  | %               | +/-   | Vereadores | +/-     |
| ----------------------- | ------------------------------ | ------ | --------------- | ----- | ---------- | ------- |
|                         | Partido Socialista             | 3 609  | 46,57 / 100,00  | 20,41 | 4 / 7      | 2       |
|                         | Partido Social Democrata       | 2 768  | 35,72 / 100,00  | 11,37 | 3 / 7      | 1       |
|                         | Centro Democrático Social      | 761    | 9,82 / 100,00   | 3,12  | 0 / 7      | 1       |
|                         | Coligação Democrática Unitária | 239    | 3,08 / 100,00   | 5,90  | 0 / 7      | Estável |
| Votos Inválidos         | Votos Inválidos                | 373    | 4,81 / 100,00   | 0,03  |            |         |
| Total                   | Total                          | 7 750  | 100,00 / 100,00 |       | 7 / 7      |         |
| Eleitorado/Participação | Eleitorado/Participação        | 12 070 | 64,21 / 100,00  | 7,80  |            |         |

### Cascais
| Partido                 | Partido                        | Votos   | %               | +/-   | Vereadores | +/-     |
| ----------------------- | ------------------------------ | ------- | --------------- | ----- | ---------- | ------- |
|                         | Partido Social Democrata       | 24 061  | 39,51 / 100,00  | 2,15  | 5 / 11     | Estável |
|                         | Partido Socialista             | 15 268  | 25,07 / 100,00  | 12,18 | 3 / 11     | 2       |
|                         | Coligação Democrática Unitária | 12 386  | 20,34 / 100,00  | 3,17  | 2 / 11     | 1       |
|                         | Centro Democrático Social      | 6 091   | 10,00 / 100,00  | 0,45  | 1 / 11     | Estável |
|                         | PCTP/MRPP                      | 946     | 1,55 / 100,00   | 1,10  | 0 / 11     | Estável |
| Votos Inválidos         | Votos Inválidos                | 2 153   | 3,54 / 100,00   | 1,58  |            |         |
| Total                   | Total                          | 60 905  | 100,00 / 100,00 |       | 11 / 11    |         |
| Eleitorado/Participação | Eleitorado/Participação        | 128 832 | 47,27 / 100,00  | 10,26 |            |         |

### Lisboa
| Partido                 | Partido                           | Votos   | %               | +/-  | Vereadores | +/-     |
| ----------------------- | --------------------------------- | ------- | --------------- | ---- | ---------- | ------- |
|                         | PS-PCP-PEV-MDP/CDE                | 180 635 | 49,07 / 100,00  | Novo | 9 / 17     | Novo    |
|                         | PSD-CDS-PPM                       | 154 888 | 42,07 / 100,00  | Novo | 8 / 17     | Novo    |
|                         | Partido Renovador Democrático     | 11 453  | 3,11 / 100,00   | -    | 0 / 17     | -       |
|                         | PCTP/MRPP                         | 6 390   | 1,74 / 100,00   | 1,32 | 0 / 17     | Estável |
|                         | Frente da Esquerda Revolucionária | 1 326   | 0,36 / 100,00   | Novo | 0 / 17     | Novo    |
| Votos Inválidos         | Votos Inválidos                   | 13 433  | 3,65 / 100,00   | 1,17 |            |         |
| Total                   | Total                             | 368 125 | 100,00 / 100,00 |      | 17 / 17    |         |
| Eleitorado/Participação | Eleitorado/Participação           | 672 217 | 54,76 / 100,00  | 3,95 |            |         |

### Loures
| Partido                 | Partido                           | Votos   | %               | +/-   | Vereadores | +/-     |
| ----------------------- | --------------------------------- | ------- | --------------- | ----- | ---------- | ------- |
|                         | Coligação Democrática Unitária    | 50 264  | 36,50 / 100,00  | 10,93 | 5 / 11     | 1       |
|                         | Partido Socialista                | 38 617  | 28,04 / 100,00  | 11,22 | 3 / 11     | 2       |
|                         | Partido Social Democrata          | 36 067  | 26,19 / 100,00  | -     | 3 / 11     | -       |
|                         | Centro Democrático Social         | 2 965   | 2,15 / 100,00   | -     | 0 / 11     | -       |
|                         | Partido Renovador Democrático     | 2 689   | 1,95 / 100,00   | 5,65  | 0 / 11     | Estável |
|                         | PCTP/MRPP                         | 2 413   | 1,75 / 100,00   | 0,76  | 0 / 11     | Estável |
|                         | Frente da Esquerda Revolucionária | 330     | 0,24 / 100,00   | Novo  | 0 / 11     | Novo    |
| Votos Inválidos         | Votos Inválidos                   | 4 369   | 3,17 / 100,00   | 0,07  |            |         |
| Total                   | Total                             | 137 714 | 100,00 / 100,00 |       | 11 / 11    |         |
| Eleitorado/Participação | Eleitorado/Participação           | 239 258 | 57,56 / 100,00  | 8,16  |            |         |

### Lourinhã
| Partido                 | Partido                        | Votos  | %               | +/-   | Vereadores | +/-     |
| ----------------------- | ------------------------------ | ------ | --------------- | ----- | ---------- | ------- |
|                         | Partido Socialista             | 5 732  | 49,39 / 100,00  | 13,81 | 4 / 7      | 1       |
|                         | Partido Social Democrata       | 4 566  | 39,35 / 100,00  | 13,97 | 3 / 7      | 1       |
|                         | Centro Democrático Social      | 717    | 6,18 / 100,00   | 0,70  | 0 / 7      | Estável |
|                         | Coligação Democrática Unitária | 188    | 1,62 / 100,00   | 1,02  | 0 / 7      | Estável |
| Votos Inválidos         | Votos Inválidos                | 402    | 3,47 / 100,00   | 0,17  |            |         |
| Total                   | Total                          | 11 605 | 100,00 / 100,00 |       | 7 / 7      |         |
| Eleitorado/Participação | Eleitorado/Participação        | 17 982 | 64,54 / 100,00  | 2,68  |            |         |

### Mafra
| Partido                 | Partido                        | Votos  | %               | +/-   | Vereadores | +/- |
| ----------------------- | ------------------------------ | ------ | --------------- | ----- | ---------- | --- |
|                         | Partido Social Democrata       | 9 879  | 48,10 / 100,00  | 9,61  | 4 / 7      | 1   |
|                         | Partido Socialista             | 6 917  | 33,68 / 100,00  | 11,81 | 3 / 7      | 1   |
|                         | Coligação Democrática Unitária | 2 056  | 10,01 / 100,00  | 5,93  | 0 / 7      | 1   |
|                         | Centro Democrático Social      | 882    | 4,29 / 100,00   | 8,22  | 0 / 7      | 1   |
| Votos Inválidos         | Votos Inválidos                | 806    | 3,92 / 100,00   | 0,43  |            |     |
| Total                   | Total                          | 20 540 | 100,00 / 100,00 |       | 7 / 7      |     |
| Eleitorado/Participação | Eleitorado/Participação        | 35 998 | 57,06 / 100,00  | 1,86  |            |     |

### Oeiras
| Partido                 | Partido                        | Votos   | %               | +/-   | Vereadores | +/-     |
| ----------------------- | ------------------------------ | ------- | --------------- | ----- | ---------- | ------- |
|                         | Partido Social Democrata       | 27 729  | 43,58 / 100,00  | 0,79  | 6 / 11     | 1       |
|                         | Partido Socialista             | 18 100  | 28,45 / 100,00  | 12,75 | 3 / 11     | 1       |
|                         | Coligação Democrática Unitária | 11 743  | 18,46 / 100,00  | 8,58  | 2 / 11     | 1       |
|                         | Centro Democrático Social      | 3 460   | 5,44 / 100,00   | -     | 0 / 11     | -       |
|                         | PCTP/MRPP                      | 522     | 0,82 / 100,00   | 0,33  | 0 / 11     | Estável |
| Votos Inválidos         | Votos Inválidos                | 2 073   | 3,26 / 100,00   | 1,18  |            |         |
| Total                   | Total                          | 63 627  | 100,00 / 100,00 |       | 11 / 11    |         |
| Eleitorado/Participação | Eleitorado/Participação        | 121 734 | 52,27 / 100,00  | 6,66  |            |         |

### Sintra
| Partido                 | Partido                           | Votos   | %               | +/-  | Vereadores | +/-     |
| ----------------------- | --------------------------------- | ------- | --------------- | ---- | ---------- | ------- |
|                         | PSD-CDS                           | 31 548  | 33,07 / 100,00  | Novo | 4 / 11     | Novo    |
|                         | Coligação Democrática Unitária    | 28 693  | 30,08 / 100,00  | 3,47 | 4 / 11     | Estável |
|                         | Partido Socialista                | 26 850  | 28,15 / 100,00  | 6,71 | 3 / 11     | 1       |
|                         | Partido Renovador Democrático     | 1 913   | 2,01 / 100,00   | 8,45 | 0 / 11     | 1       |
|                         | PCTP/MRPP                         | 1 213   | 1,27 / 100,00   | 0,63 | 0 / 11     | Estável |
|                         | Partido Popular Monárquico        | 794     | 0,83 / 100,00   | -    | 0 / 11     | -       |
|                         | Movimento Democrático Português   | 461     | 0,48 / 100,00   | Novo | 0 / 11     | Novo    |
|                         | Frente da Esquerda Revolucionária | 139     | 0,15 / 100,00   | Novo | 0 / 11     | Novo    |
| Votos Inválidos         | Votos Inválidos                   | 3 776   | 3,96 / 100,00   | 1,23 |            |         |
| Total                   | Total                             | 95 387  | 100,00 / 100,00 |      | 11 / 11    |         |
| Eleitorado/Participação | Eleitorado/Participação           | 192 603 | 49,53 / 100,00  | 8,54 |            |         |

### Sobral de Monte Agraço
| Partido                 | Partido                        | Votos | %               | +/-   | Vereadores | +/-     |
| ----------------------- | ------------------------------ | ----- | --------------- | ----- | ---------- | ------- |
|                         | Coligação Democrática Unitária | 2 720 | 64,96 / 100,00  | 6,03  | 4 / 5      | Estável |
|                         | Partido Social Democrata       | 799   | 19,08 / 100,00  | -     | 1 / 5      | -       |
|                         | Partido Socialista             | 529   | 12,63 / 100,00  | 10,77 | 0 / 5      | 1       |
| Votos Inválidos         | Votos Inválidos                | 139   | 3,32 / 100,00   | 2,30  |            |         |
| Total                   | Total                          | 4 187 | 100,00 / 100,00 |       | 5 / 5      |         |
| Eleitorado/Participação | Eleitorado/Participação        | 6 441 | 65,01 / 100,00  | 0,12  |            |         |

### Torres Vedras
| Partido                 | Partido                        | Votos  | %               | +/-  | Vereadores | +/-     |
| ----------------------- | ------------------------------ | ------ | --------------- | ---- | ---------- | ------- |
|                         | Partido Socialista             | 14 653 | 47,77 / 100,00  | 7,28 | 5 / 9      | 1       |
|                         | Partido Social Democrata       | 9 366  | 30,54 / 100,00  | 1,68 | 3 / 9      | Estável |
|                         | Coligação Democrática Unitária | 4 784  | 15,60 / 100,00  | 3,86 | 1 / 9      | 1       |
|                         | Centro Democrático Social      | 760    | 2,48 / 100,00   | 1,11 | 0 / 9      | Estável |
| Votos Inválidos         | Votos Inválidos                | 1 108  | 3,61 / 100,00   | 0,90 |            |         |
| Total                   | Total                          | 30 671 | 100,00 / 100,00 |      | 9 / 9      |         |
| Eleitorado/Participação | Eleitorado/Participação        | 54 101 | 56,69 / 100,00  | 6,51 |            |         |

### Vila Franca de Xira
| Partido                 | Partido                        | Votos  | %               | +/-   | Vereadores | +/-     |
| ----------------------- | ------------------------------ | ------ | --------------- | ----- | ---------- | ------- |
|                         | Coligação Democrática Unitária | 18 631 | 43,39 / 100,00  | 6,26  | 4 / 9      | 1       |
|                         | Partido Socialista             | 11 886 | 27,68 / 100,00  | 10,98 | 3 / 9      | 1       |
|                         | Partido Social Democrata       | 9 076  | 21,14 / 100,00  | -     | 2 / 9      | -       |
|                         | Centro Democrático Social      | 943    | 2,20 / 100,00   | 5,56  | 0 / 9      | Estável |
|                         | PCTP/MRPP                      | 796    | 1,85 / 100,00   | 1,02  | 0 / 9      | Estável |
| Votos Inválidos         | Votos Inválidos                | 1 608  | 3,75 / 100,00   | 0,55  |            |         |
| Total                   | Total                          | 42 940 | 100,00 / 100,00 |       | 9 / 9      |         |
| Eleitorado/Participação | Eleitorado/Participação        | 75 760 | 56,68 / 100,00  | 8,38  |            |         |